# Larissaïta
La larissaïta és un mineral de la classe dels òxids. Rep el nom en honor de Larissa Nikolàievna Belova (Лариса Николаевна Белова) (1923-1998), mineralogista i cristal·lògrafa que va fer una important contribució al coneixement sobre els minerals d'urani.

## Característiques
La larissaïta és un selenit de fórmula química Na(H₃O)(UO₂)₃(SeO₃)O₂·4H₂O. Va ser aprovada com a espècie vàlida per l'Associació Mineralògica Internacional l'any 2002. Cristal·litza en el sistema monoclínic.
Segons la classificació de Nickel-Strunz, la larissaïta pertany a «04.JH - Selenits sense anions addicionals, amb H₂O» juntament amb els següents minerals: calcomenita, ahlfeldita, clinocalcomenita, cobaltomenita, mandarinoïta i orlandiïta.

## Formació i jaciments
Va ser descoberta a la mina Repete, a la localitat de Blanding, al comtat de San Juan de l'estat deUtah, als Estats Units. Es tracta de l'únic indret on ha estat descrita aquesta espècie mineral.